# Raionul Lohvîțea, Poltava
Lohvîțea (în ucraineană Лохвицький район, transliterat: Lohvîțkîi raion) este un raion în regiunea Poltava, Ucraina. Reședința sa este orașul Lohvîțea.

## Demografie
Componența lingvistică a raionului Lohvîțea
     Ucraineană (96,86%)
     Rusă (2,74%)
     Alte limbi (0,22%)
Conform recensământului din 2001, majoritatea populației raionului Lohvîțea era vorbitoare de ucraineană (96,86%), existând în minoritate și vorbitori de rusă (2,74%).